# Mieczysław Kapiak
Mieczysław Kapiak (15 de agosto de 1911 — 20 de setembro de 1975) foi um ciclista polonês. Competiu representando seu país, Polônia, em duas provas de ciclismo de estrada nos Jogos Olímpicos de Verão de 1936.